# ليغوريتا
بلدية ليغوريتا (بالإسبانية: Legorreta) هي بلدية تقع في مقاطعة غيبوثكوا التابعة لمنطقة إقليم الباسك شمال إسبانيا.

## الديموغرافيا
بلغ عدد سكان بلدية ليغوريتا 1.526 نسمة عام 2011 (وفقاً للمعهد الوطني للإحصاء الإسباني).
| 1.420 | 1.422 | 1.370 | 1.375 | 1.439 | 1.494 | 1.526 |

## أعلام
- ميكيل لاسا